# وزارة التجارة وتنمية الصادرات (تونس)
وزارة التجارة وتنمية الصادرات، هي وزارة تونسية مكلفة بالتجارة.

## المهمات والمسؤوليات
مهمة وزارة التجارة وتنمية الصادرات ، هي تنفيذ خطط الحكومة في مجال التجارة، بضبط الجودة اعتمادا على مقاييس مضبوطة، و أيضا وجوب الدفاع عن المستهلك، والقيام بإعلانات للمواد والموارد التجارية للبلاد، وكذلك تنظيم المنافسة بين الشركات، ومواضيع التصدير والإستيراد، و أخيرا تطوير العمل بالتجارة الإلكترونية و التعاون في مجالي الاقتصاد والتجارة.

## التنظيم
تم ضبط تنظيم وزارة التجارة طبقا للأمر عدد 2966 المؤرخ في 20 ديسمبر 2001، حيث تشتمل وزارة التجارة على:
- الهيئة العليا للوزارة.
- ندوة المديرين.
- الديوان.
- التفقدية العامة.
- الإدارة العامة للمصالح المشتركة.
- المصالح الخصوصية.
- الإدارات الجهوية.

## المؤسسات تحت الإشراف
- المعهد الوطني للاستهلاك.
- المركز الفني للابتكار والتجديد والإحاطة في الزربية والحياكة.
- الديوان التونسي للتجارة.
- الشركة التونسية لأسواق الجملة
- شركة اللحوم
- مركز النهوض بالصادرات
- شركة معرض نابل
- الديوان الوطني للصناعات التقليدية
- الوكالة الوطنية للمترولوجيا
- غرف التجارة والصناعة
- محضنة مشاريع الخدمات الإلكترونية
- مجلس المنافسة

## الوزير
وزير التجارة التونسي يعين من قبل رئيس الجمهورية التونسية باقتراح من رئيس الوزراء حسب دستور 2022.

و كان في سنة  2011، يعين وزير التجارة ن قبل رئيس الوزراء اعتمادا على دستور تونس المؤقت 2011. يترأس الوزير وزارة التجارة، ويكون عضوا في مجلس الوزارء.

### القائمة
| الوزير | الوزير                               | الحزب | الحزب                                               | الحكومة                                                                         | تواريخ العهدة  | تواريخ العهدة  |
| ------ | ------------------------------------ | ----- | --------------------------------------------------- | ------------------------------------------------------------------------------- | -------------- | -------------- |
|        | الفرجاني بالحاج عمار                 |       | الحزب الحر الدستوري الجديد                          | حكومة الحبيب بورقيبة الأولى                                                     | 15 أبريل 1956  | 29 يوليو 1957  |
|        | عز الدين العباسي                     |       | الحزب الحر الدستوري الجديد                          | حكومة الحبيب بورقيبة الثانية                                                    | 29 يوليو 1957  | 7 أكتوبر 1961  |
|        | أحمد بن صالح                         |       | الحزب الحر الدستوري الجديد الحزب الاشتراكي الدستوري | حكومة الحبيب بورقيبة الثانية                                                    | 12 نوفمبر 1961 | 24 أكتوبر 1968 |
|        | عبد الرزاق الرصاع                    |       | الحزب الاشتراكي الدستوري                            | حكومة الحبيب بورقيبة الثانية                                                    | 24 أكتوبر 1968 | 8 سبتمبر 1969  |
|        | حسان بلخوجة                          |       | الحزب الاشتراكي الدستوري                            | حكومة الحبيب بورقيبة الثانية حكومة الباهي الأدغم                                | 8 سبتمبر 1969  | 12 يونيو 1970  |
|        | صلاح الدين بن مبارك                  |       | الحزب الاشتراكي الدستوري                            | حكومة الهادي نويرة                                                              | 26 ديسمبر 1977 | 24 أبريل 1980  |
|        | صلاح الدين بن مبارك                  |       | الحزب الاشتراكي الدستوري التجمع الدستوري الديمقراطي | حكومة محمد المزالي حكومة رشيد صفر حكومة زين العابدين بن علي حكومة الهادي البكوش | 28 أبريل 1986  | 27 يوليو 1988  |
|        | المنصف بلعيد (التجارة والصناعة)      |       | الحزب الاشتراكي الدستوري التجمع الدستوري الديمقراطي | حكومة الهادي البكوش                                                             | 27 يوليو 1988  | 3 مارس 1990    |
|        | محمد الغنوشي                         |       | التجمع الدستوري الديمقراطي                          | حكومة حامد القروي                                                               | 3 مارس 1990    | 20 فبراير 1991 |
|        | الصادق رابح                          |       | التجمع الدستوري الديمقراطي                          | حكومة حامد القروي                                                               | 20 فبراير 1991 | مارس 1995      |
|        | صلاح الدين بن مبارك                  |       | التجمع الدستوري الديمقراطي                          | حكومة حامد القروي                                                               | 10 مارس 1995   | 13 يونيو 1996  |
|        | منذر الزنايدي                        |       | التجمع الدستوري الديمقراطي                          | حكومة حامد القروي حكومة محمد الغنوشي الأولى                                     | 13 يونيو 1996  | 25 يناير 2001  |
|        | الطاهر صيود                          |       | التجمع الدستوري الديمقراطي                          | حكومة محمد الغنوشي الأولى                                                       | 25 يناير 2001  | 5 سبتمبر 2002  |
|        | منذر الزنايدي                        |       | التجمع الدستوري الديمقراطي                          | حكومة محمد الغنوشي الأولى                                                       | 5 سبتمبر 2002  | 3 سبتمبر 2007  |
|        | رضا التويتي                          |       | التجمع الدستوري الديمقراطي                          | حكومة محمد الغنوشي الأولى                                                       | 3 سبتمبر 2007  | 10 يونيو 2009  |
|        | رضا بن مصباح                         |       | التجمع الدستوري الديمقراطي                          | حكومة محمد الغنوشي الأولى                                                       | 10 يونيو 2009  | 29 ديسمبر 2010 |
|        | سليمان ورق                           |       | التجمع الدستوري الديمقراطي                          | حكومة محمد الغنوشي الأولى                                                       | 29 ديسمبر 2010 | 17 يناير 2011  |
|        | محمد جغام                            |       | التجمع الدستوري الديمقراطي                          | حكومة محمد الغنوشي الأولى                                                       | 17 يناير 2011  | 27 يناير 2011  |
|        | مهدي حواص                            |       | مستقل                                               | حكومة محمد الغنوشي الثانية حكومة الباجي قايد السبسي                             | 27 يناير 2011  | 24 ديسمبر 2011 |
|        | محمد الأمين الشخاري                  |       | حركة النهضة                                         | حكومة حمادي الجبالي                                                             | 24 ديسمبر 2011 | 16 فبراير 2012 |
|        | بشير الزعفوري                        |       | حركة النهضة                                         | حكومة حمادي الجبالي                                                             | 16 فبراير 2012 | 13 مارس 2013   |
|        | عبد الوهاب معطر                      |       | المؤتمر من أجل الجمهورية                            | حكومة علي العريض                                                                | 13 مارس 2013   | 29 يناير 2014  |
|        | نجلاء حروش                           |       | مستقلة                                              | حكومة مهدي جمعة                                                                 | 29 يناير 2014  | 6 فبراير 2015  |
|        | رضا لحول                             |       | مستقل                                               | حكومة الحبيب الصيد                                                              | 6 فبراير 2015  | 12 يناير 2016  |
|        | محسن حسن                             |       | الاتحاد الوطني الحر                                 | حكومة الحبيب الصيد                                                              | 12 يناير 2016  | 27 أغسطس 2016  |
|        | زياد العذاري (وزير التجارة والصناعة) |       | حركة النهضة                                         | حكومة يوسف الشاهد                                                               | 27 أغسطس 2016  | 6 سبتمبر 2017  |
|        | عمر الباهي                           |       | مستقل                                               | حكومة يوسف الشاهد                                                               | 6 سبتمبر 2017  | 27 فبراير 2020 |
|        | محمد مسيليني                         |       | حركة الشعب                                          | حكومة إلياس الفخفاخ                                                             | 27 فبراير 2020 | 2 سبتمبر 2020  |
|        | محمد بوسعيد                          |       | مستقل                                               | حكومة هشام المشيشي                                                              | 2 سبتمبر 2020  | 11 اكتوبر 2021 |
|        | فضيلة الرابحي بن حمزة                |       | مستقلة                                              | حكومة نجلاء بودن                                                                | 11 اكتوبر 2021 | 6 يناير 2023   |
|        | كثوم بن رجب ڨزاح                     |       | مستقلة                                              | حكومة نجلاء بودن                                                                | 6 يناير 2023   | (الآن)         |

## كتاب الدولة
- 7 نوفمبر 1987 - 27 يوليو 1988 : منذر الزنايدي، كاتب الدولة لدى وزير الاقتصاد الوطني مكلف بالصناعة والتجارة.
- 11 أبريل 1989 - 11 أكتوبر 1991 : مولدي الزواوي، كاتب الدولة لدى وزير الاقتصاد الوطني مكلف بالصناعة والتجارة.
- 11 أكتوبر 1991 - 3 أغسطس 1992 : منجي صفرة، كاتب الدولة لدى وزير الاقتصاد الوطني مكلف بالتجارة.
- 3 أغسطس 1992 - ؟ : صالح الحمدي، كاتب الدولة لدى وزير الاقتصاد الوطني مكلف بالتجارة.
- 27 أغسطس 2016 - 6 سبتمبر 2017: فيصل الحفيان.
- 6 سبتمبر 2017 - 27 فبراير 2020: هشام بن أحمد (كاتب دولة مكلف بالتجارة الخارجية).

## روابط خارجية
- موقع وزارة التجارة والصناعات التقليدية التونسية